# Linda D. Cirino
Linda D. Cirino fue una escritora estadounidense nacida en 1941 y fallecida en 2007. Descendiente de emigrantes judíos polacos, nació en Brooklyn, Nueva York.
Ha publicado diversos libros de ensayo aunque su primera y única novela es La vendedora de huevos. Lamentablemente, su muerte prematura le ha impedido conocer la gran acogida y el éxito de esta obra.